# Metazygia moldira
Metazygia moldira là một loài nhện trong họ Araneidae.
Loài này thuộc chi Metazygia. Metazygia moldira được Herbert Walter Levi miêu tả năm 1995.